# プリンスエドワードアイランド州の地方行政区
プリンスエドワードアイランド州の地方行政区の一覧。
カナダのプリンスエドワードアイランド州では、行政区画は郡（county）及びその傘下に市町村（municipality）が設定されており、また歴史的には小教区（parish）、タウンシップ（township）の順に区画が決定され、それが国勢調査区分に反映されている。

## 歴史
イギリスは1763年のパリ条約締結後、フランスの撤退に伴ってアカディア人の撤退した土地にイギリス系の植民を開始した。1764年にイギリスは、当時まだセントジョンズ島（St. John's Island、アカディア時代にはサン・ジャン島）と呼ばれていたこの島の地勢調査を開始し、1766年に完了。調査の主目的はパリ条約に基づき最小限の費用で植民事業を行なうことであった。欧州での慣習に倣い、土地を分割し定住者に定期借地権を提供する制度が提案された。
まず3つの郡（プリンス郡、クイーンズ郡、キングス郡）で合計50万エーカー（2,000km²）の土地が調査され、それぞれの郡に郡庁所在地（royaltyまたはshire townと呼ばれた）を置く。それぞれの郡は、さらに10万エーカー（400km²）ずつの小教区（parish、イングランド国教会での用語）5つに分割（キングス郡は小さかったため4つに分割）。さらに小教区は約2万エーカー（80km²）ずつのタウンシップ（township, またはロット lot）に分割された。
それぞれのタウンシップ（またはロット）は定住条件（財政的に独立していること、島までの移動費用は個人負担、土地は定住者が必ず農地へ転換すること、数年で完済することになる毎年の借地料の支払い）を満たす個人に分譲された。定住希望者が殺到したため、イギリス政府は抽選（67人中64人が当選する）を導入した。
1798年にはセントジョンズ島からプリンスエドワード島に改称され、その後、土地の所有者（その多くが非居住）と店子（その多くが比較的貧困な農民）の間で多くの論争、対立が起きた。1873年のカナダ連邦樹立（confederation）の際に、プリンスエドワードアイランド政府が土地所有の権利を元の所有者から買収するための財政補助を条件に含み、それにより19世紀で土地紛争は解決した。
現在、タウンシップ（ロット）は行政区画ではないが、国勢調査区分として地図上には記載されている。

## 郡
プリンスエドワードアイランド州には、3つの郡が存在する。各郡には「シャイア・タウン（shire town）」と呼ばれる郡庁所在地がある。

### 郡の一覧
| 郡           | 郡庁所在地         |
| ------------ | ------------------ |
| キングス郡   | ジョージタウン     |
| プリンス郡   | サマーサイド       |
| クイーンズ郡 | シャーロットタウン |

## 小教区、タウンシップ
各郡には「シャイア・タウン（shire town）」と呼ばれる郡庁所在地があり、各シャイア・タウンのある小教区は「ロイヤルティ」と呼ばれる。

### 小教区、タウンシップの一覧
| プリンス郡             | プリンス郡                                                                                     |
| ---------------------- | ---------------------------------------------------------------------------------------------- |
| 北小教区               | ロット1 \| ロット2 \| ロット3                                                                  |
| エグモント小教区       | ロット4 \| ロット5 \| ロット6 \| ロット7                                                       |
| ハリファックス小教区   | ロット8 \| ロット9 \| ロット10 \| ロット11 \| ロット12                                         |
| リッチモンド小教区     | ロット13 \| ロット14 \| ロット15 \| ロット16 \| ロット17                                       |
| セントデイビッズ小教区 | プリンス・ロイヤルティ \| ロット18 \| ロット19 \| ロット25 \| ロット26 \| ロット27 \| ロット28 |

| クイーンズ郡         | クイーンズ郡                                                             |
| -------------------- | ------------------------------------------------------------------------ |
| グレンヴィル小教区   | ロット20 \| ロット21 \| ロット22 \| ロット23 \| ロット67                 |
| ヒルズボロー小教区   | ロット29 \| ロット30 \| ロット31 \| ロット65                             |
| シャーロット小教区   | クイーンズ・ロイヤルティ \| ロット24 \| ロット32 \| ロット33 \| ロット34 |
| ベッドフォード小教区 | ロット35 \| ロット36 \| ロット37 \| ロット48 \| ロット49                 |
| セントジョンズ小教区 | ロット50 \| ロット57 \| ロット58 \| ロット60 \| ロット62                 |

| キングス郡                 | キングス郡                                                                                                 |
| -------------------------- | --- |
| セントパトリックス小教区   | ロット38 \| ロット39 \| ロット40 \| ロット41 \| ロット42                                                   |
| 東小教区                   | ロット43 \| ロット44 \| ロット45 \| ロット46 \| ロット47                                                   |
| セントジョージズ小教区     | キングス・ロイヤルティ \| ロット51 \| ロット52 \| ロット53 \| ロット54 \| ロット55 \| ロット56 \| ロット66 |
| セントアンドリューズ小教区 | ロット59 \| ロット61 \| ロット63 \| ロット64                                                               |

## 市町村
行政区分としての市町村は、ロットとは別に存在する。
| 市町村                                                                    | 2011    | 2001   |
| ------------------------------------------------------------------------- | ------- | ------ |
| シャーロットタウン（市）                                                  | 32,545a | 32,455 |
| サマーサイド（市）                                                        | 15,654b | 14,433 |
| ストラトフォード（町）                                                    | 8,043   | 6,314  |
| コーンウォール（町）                                                      | 5,375   | 4,412  |
| モンテーグ（町）                                                          | 5,134   | 2,014  |
| ケンジントン（町）                                                        | 1,385   | 1,379  |
| スーリス（町）                                                            | 1,232   | 1,238  |
| アルバートン（町）                                                        | 1,081   | 975    |
| ティグニッシュ（村）                                                      | 998     | 846    |
| ジョージタウン（町）                                                      | 678     | 680    |
| a国勢調査区分合併による人口: 58,358. b国勢調査区分合併による人口: 16,200. |         |        |

## 架空の町
- アヴォンリー（Avonlea）：L・M・モンゴメリの作品「赤毛のアン」の舞台となった町。プリンスエドワード島の北岸の半島に位置するとされる[1]。